# Judge Dredd (film)
Pour les articles homonymes, voir Judge Dredd.
Pour plus de détails, voir Fiche technique et Distribution.
Judge Dredd, ou Juge Dredd au Québec, est un film de science-fiction américain réalisé par Danny Cannon, sorti en 1995. C'est l'adaptation de la bande dessinée du même nom parue dans le magazine britannique hebdomadaire 2000 AD.

## Synopsis

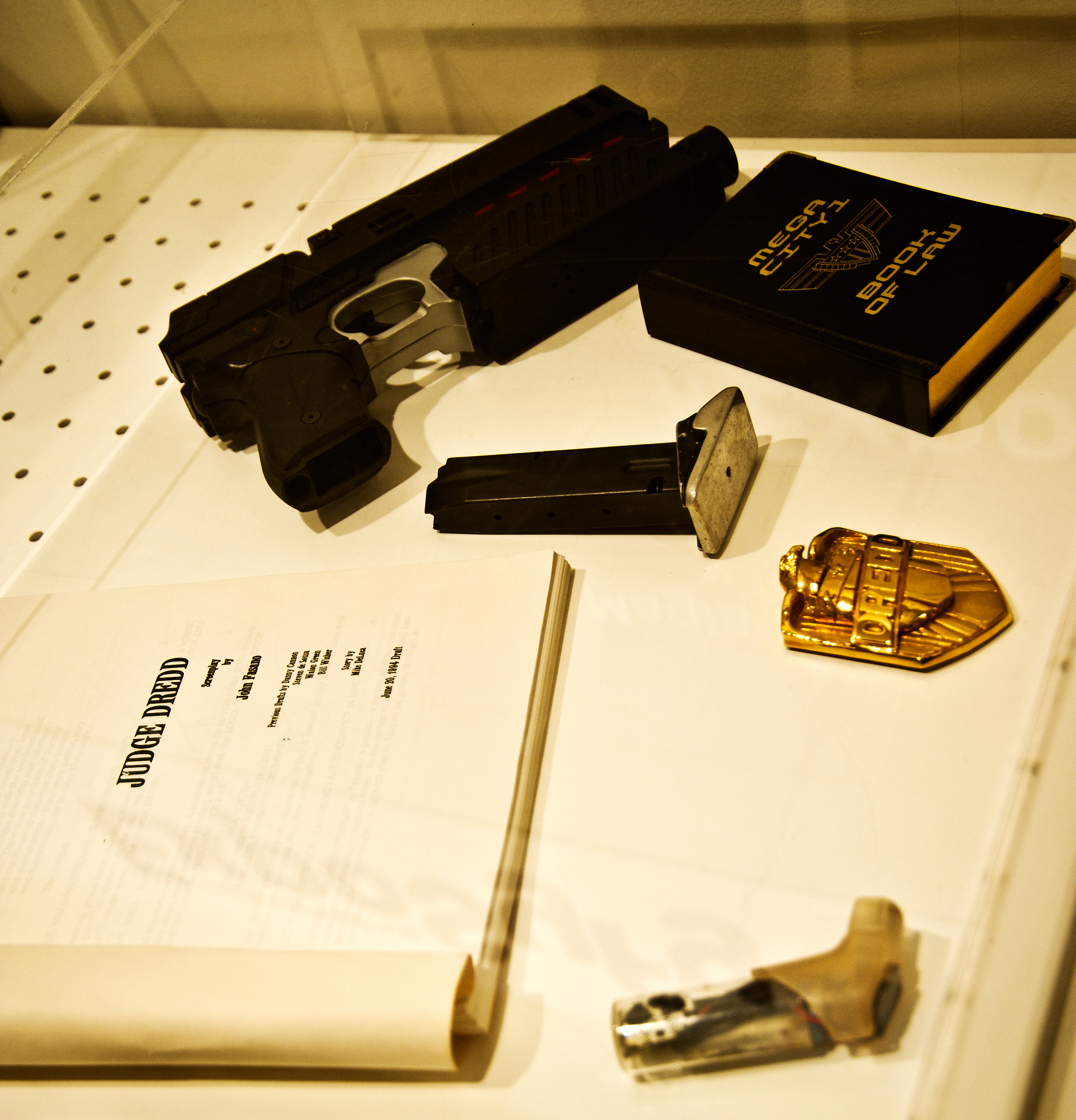
Accessoires du film exposés à ExpoSYFY, San Sebastián, Espagne.

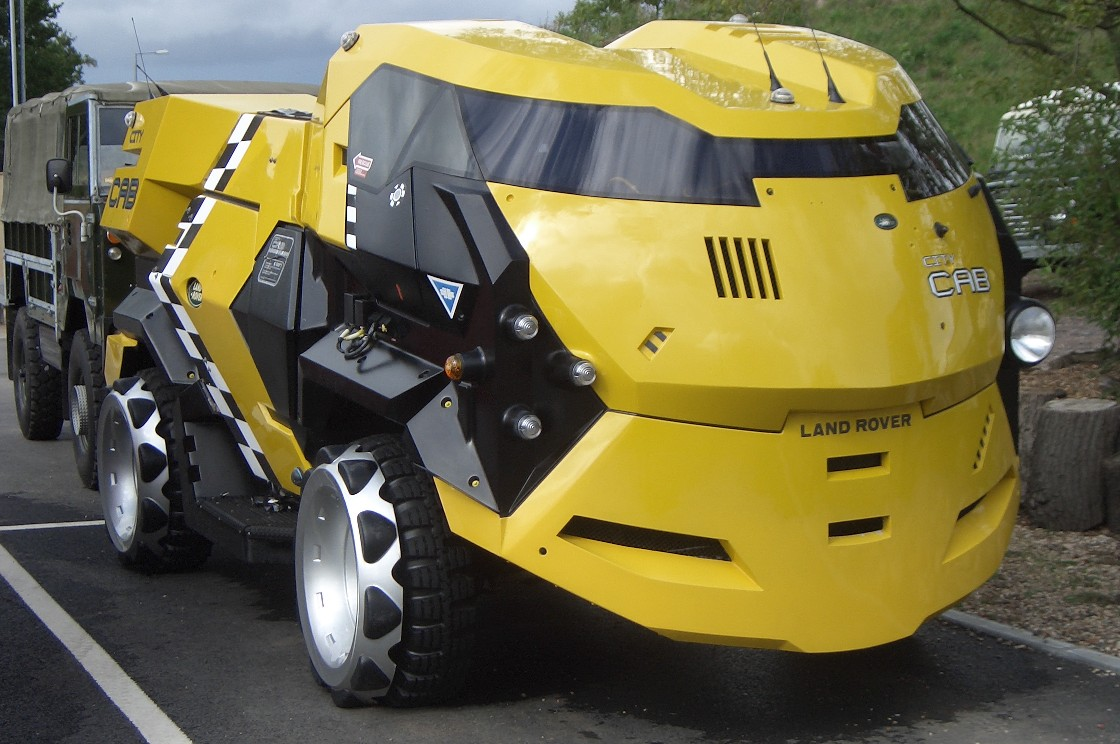
Un des véhicules du film.

En 2139, après une apocalypse nucléaire qui a ravagé le monde, la civilisation humaine survit dans de rares mégalopoles surpeuplées, les « Mégacités », se protégeant du monde extérieur qui depuis la guerre est devenu désertique, radioactif et peuplé de créatures mutantes. Mais les Mégacités sont gangrenées par une criminalité galopante, conséquence de la surpopulation.
Au sein de ce cauchemar urbain des Mégacités patrouillent les Juges, des policiers qui sont un condensé de tout le processus légal de lutte contre le crime. En effet, ils sont à la fois « policiers, jurés et bourreaux », concentrant tous les pouvoirs (exécutifs et judiciaires). Juchés sur de puissantes motos volantes (les « tribunaux-glisseurs »), les Juges font régner l'ordre dans la Mégacité. Parmi ceux de Mega-City One (en), un individu se distingue, le très respecté et très craint Juge Dredd, qui a la réputation d'être un Juge inflexible et sans compromis.
Mais Dredd, après des années de bons et loyaux services dans la Mégacité, est accusé — preuves fabriquées à l'appui — du meurtre d'un journaliste, malgré son innocence. Il est en fait la victime d'un complot fomenté par Rico, un ancien Juge emprisonné de longue date, jadis jugé par Dredd pour crimes.
La coéquipière de Dredd, la Juge Hershey, douée en droit, tente d'aider Dredd à prouver son innocence en se faisant son avocate. Mais, malgré ses efforts, elle échoue car elle ignore un détail important de la technologie de l'arme de service standard des Juges, qui intègre une identification ADN de l'utilisateur ; ce code est implanté à chaque tir d'une munition de l'arme pour l'identifier.
Condamné, Dredd est transféré à la prison d'Aspen. Mais, en chemin et alors qu'il survole la Terre de désolation (le monde ravagé hors des Mégacités), des hors-la-loi attaquent son transport aérien et abattent l'appareil, causant la mort de presque tous les passagers. Dredd doit alors affronter seul le voyage retour vers Mega-City One, puis tenter de rétablir la vérité et restaurer son honneur de représentant de la loi.
Par la suite, Dredd découvre, à sa plus grande surprise, qu'il est né au cours d'une expérience génétique (le « projet Janus ») et que son ancien meilleur ami, le Juge Rico qu'il avait fait condamner, est en réalité son frère, cloné comme lui. Rico partage le même génome que Dredd, ce qui lui a permis de s'identifier avec son identité génétique. Le crime dont on a accusé Dredd a été en fait perpétré par Rico qui, récemment évadé et ivre de vengeance, a profité de son génome identique à celui de Dredd pour falsifier la preuve décisive dans le procès de Dredd. Mégalomane, Rico a pour projet de contrôler la ville en se vengeant de Dredd et du système, et de devenir le nouveau Juge suprême de Mega-City One, présidant à la destinée de la ville à travers la loi et les juges.
Pour mettre ce projet à exécution, Rico se sert d'un complice ambitieux au conseil des Juges pour convaincre les membres du ministère de la justice de déverrouiller le projet Janus, en faisant valoir le fait que la situation dans la Mégacité est devenue critique à cause des pertes d'effectifs (causées par les meurtres de Juges perpétrés ou organisés par Rico). Le conseil, imprudemment, fait partiellement déverrouiller le projet Janus pour en consulter les données. Rico explique que celui-ci permettra, en profitant des progrès techniques depuis sa mise en sommeil, de faire naître en une journée — et non en plusieurs années — des Juges adultes, qui seront déjà éduqués et prêt à faire appliquer la loi. Le conseil s'y oppose et tente de clore le débat, ce qui engendre de graves conséquences menant au déverrouillage complet du projet et au meurtre des membres du conseil.
Rico détourne finalement le projet Janus pour devenir Juge suprême et entreprend de se cloner lui-même, pour que tous les futurs Juges soient à son image. Mais Dredd s'oppose à ce projet délirant.

## Fiche technique
Sauf indication contraire, les informations mentionnées dans cette section peuvent être confirmées par les bases de données cinématographiques IMDb et Allociné,  présentes dans la section « Liens externes ».
- Titre original et français : Judge Dredd
- Titre québécois : Juge Dredd[1]
- Réalisation : Danny Cannon
- Scénario : William Wisher Jr. et Steven E. de Souza, d'après une histoire de William Wisher Jr. et Michael De Luca, d'après les personnages créés par John Wagner et Carlos Ezquerra
- Musique : Alan Silvestri
- Direction artistique : Don Dossett, Kevin Phipps et Leslie Tomkins
- Décors : Nigel Phelps
- Costumes : Emma Porteous et Gianni Versace
- Photographie : Adrian Biddle
- Son : Michael Minkler, Leslie Shatz, Philip Rogers
- Montage : Harry Keramidas et Alex Mackie
- Production : Charles Lippincott et Beau Marks
  - Production déléguée : Edward R. Pressman et Andrew G. Vajna
  - Production associée : Tony Munafo et Susan Nicoletti
- Sociétés de production :
  - États-Unis : Cinergi Pictures Entertainment, Edward R. Pressman Productions et Hollywood Pictures
  - Pays-Bas : Cinergi Productions N.V.
- Sociétés de distribution : Buena Vista Distribution (États-Unis, Québec) ; UGC Fox Distribution (France) ; RCV Film Distribution (Belgique)
- Budget : 90 millions USD[2],[3]
- Pays de production :  États-Unis[4],[N 1]
- Langue originale : anglais
- Format : couleur (Technicolor) — 2,39:1 (Panavision) — 35 mm — son Dolby Digital / SDDS / DTS
- Genre : science-fiction, action, policier, thriller
- Durée : 96 minutes
- Dates de sortie[5] :
  - États-Unis, Québec : 30 juin 1995[6]
  - France : 23 août 1995[7]
  - Pays-Bas : 21 septembre 1995
- Classification[8] :
  - États-Unis : interdit aux moins de 17 ans (R – Restricted)[N 2]
  - Pays-Bas : interdit aux moins de 16 ans (KNT/ENA : Kinderen Niet Toegelaten  / Enfants Non Admis),[9],[N 3]
  - France : interdit aux moins de 12 ans[10]
  - Québec : 13 ans et plus (violence) (13+ / 13 years and over)[6]

## Distribution
- Sylvester Stallone (VF : Alain Dorval ; VQ : Pierre Chagnon) : le juge Joseph Dredd
- Armand Assante (VF : Yves Beneyton ; VQ : Vincent Davy) : l'ex-juge Rico Dredd
- Rob Schneider (VF : Jacques Bouanich ; VQ : Alain Zouvi) : Herman « Fergie » Ferguson
- Diane Lane (VF : Emmanuèle Bondeville ; VQ : Élise Bertrand) : la juge Barbara Hershey
- Jürgen Prochnow (VF : Bernard-Pierre Donnadieu ; VQ : Hubert Gagnon) : le juge du Conseil puis Juge suprême Jurgen Griffin
- Max von Sydow (VF : Jean-Claude Michel ; VQ : Ronald France) : le Juge suprême Eustace Fargo
- Joan Chen (VF : Yumi Fujimori ; VQ : Anne Bédard) : Dr Ilsa Hayden
- Balthazar Getty (VQ : Gilbert Lachance) : le cadet Nathan Olmeyer
- Ewen Bremner : Junior Angel
- James Remar (VF : Joël Zaffarano) : le chef du gang ayant investi l'appartement de Fergie (non crédité)
- Joanna Miles (VQ : Sophie Faucher) : le juge Evelyn McGruder
- Mitchell Ryan (VF : Michel Bardinet) : Vartis Hammond
- Maurice Roeves (VQ : Éric Gaudry) : le gardien Miller
- Ian Dury : Geiger
- Scott Wilson (VF : Robert Darmel) : Pa Angel (non crédité)
- Christopher Adamson (VF : Pascal Renwick) : Mean Machine Angel (en) (« Mosh » en VF)
- Angus MacInnes : le juge Gerald Silver
- Louise Delamere (en) : un juge
- Phil Smeeton : Link Angel
- Steve Toussaint : le chef des chasseurs de primes
- James Earl Jones (VF : Denis Savignat) : le narrateur (non crédité)

## Production

### Développement
L'idée d'adapter Judge Dredd au cinéma vient de Charles Lippincott, directeur marketing sur le premier Star Wars et Alien. Mais le projet met plus de dix ans à se concrétiser, faute de scénariste et de réalisateur adéquat. La sortie de RoboCop en 1987, dont le sujet et le ton sont très similaires à ceux de Judge Dredd, retarde également la production.
Initialement, le film devait être réalisé par Tim Hunter mais celui-ci renonça. Les frères Joel et Ethan Coen furent aussi envisagés mais refusèrent également, préférant tourner Fargo. Richard Donner, Tony Scott, Renny Harlin, Peter Hewitt et Richard Stanley furent également pressentis[réf. nécessaire]. C'est finalement Danny Cannon, malgré son manque d'expérience, qui accède au poste en invoquant son goût pour la bande dessinée éponyme.

### Attribution des rôles
Au lancement du projet, l'acteur Arnold Schwarzenegger devait incarner le rôle du Juge Dredd. Mais c'est finalement Sylvester Stallone qui fut retenu, bien qu'il n'eût jamais lu le comics.
Pour le rôle de l'antagoniste principal Rico, le premier choix était l'acteur Christopher Walken, qui le refusa[réf. nécessaire]. Il fut remplacé par Armand Assante qui, par ailleurs, retrouve dans ce film Stallone, après avoir tourné à ses côtés dans son premier long-métrage, La Taverne de l'enfer.
Pour le rôle de Fergie, le premier choix était l'acteur Joe Pesci, qui le refusa. C'est finalement Rob Schneider qui obtiendra le rôle, selon ses dires grâce à Stallone, qui l'aurait contacté et offert le rôle.

### Tournage
Le tournage se déroule en partie en Islande et dans les Studios de Shepperton en Angleterre.
Les désaccords entre Sylvester Stallone et Danny Cannon rendent le tournage difficile, le premier voulant obtenir une comédie d'action et le second une satire sombre et violente. Le réalisateur se jure par la suite de ne plus jamais travailler avec une star de cinéma[réf. nécessaire].

### Post-production
Le studio, qui espère obtenir un classement PG-13, coupe plusieurs scènes jugées trop violentes dont une où Dredd massacre les clones sortant de leurs compartiments. Malgré les remontages, le film est finalement interdit aux moins de 17 ans non accompagnés aux États-Unis.
David Arnold, qui avait collaboré avec Danny Cannon sur son premier film, devait composer la musique de Judge Dredd. Faute de planning concordant, il est remplacé par Jerry Goldsmith qui se désiste également à la suite des retards de production. Le travail de ce dernier est néanmoins utilisé dans la première bande-annonce. Alan Silvestri reprend le flambeau pour composer une musique épique et martiale, qui est considérée comme l'une des rares réussites du film.

## Accueil

### Accueil critique
Judge Dredd rencontre un accueil critique majoritairement négatif. Sur le site agrégateur de critiques Rotten Tomatoes, le film obtient un score de 20 % d'avis positifs, sur la base de 54 critiques collectées et une note moyenne de 4,01/10 ; le consensus du site indique : « Judge Dredd veut être à la fois un film d'action violent légitime et une parodie d'un film, mais le réalisateur Danny Cannon n'arrive pas à trouver l'équilibre nécessaire pour le faire fonctionner ».
En France, le site Allociné donne au film une note moyenne de 1,6 sur 5, sur la base de 5 critiques de presse collectées.

### Box-office
Judge Dredd est un échec commercial, ne rapportant que 113 493 481 USD de recettes au box-office mondial, dont 34 693 481 USD aux États-Unis où il ne prend que la cinquième place lors de son premier week-end à l'affiche. Par rapport à son budget de production de 90 000 000 USD, le film n'affiche un taux de rentabilité que de 126 %.
En France, il réalise un résultat correct, en totalisant 1 148 697 entrées et occupe la première place du box-office lors de sa première semaine d'exploitation.
| Pays ou région    | Box-office        | Date d'arrêt du box-office | Nombre de semaines |
| ----------------- | ----------------- | -------------------------- | ------------------ |
| États-Unis Canada | 34 693 481 USD    | -                          | -                  |
| France            | 1 148 697 entrées | -                          | -                  |
| Total mondial     | 113 493 481 USD   | -                          | -                  |

## Distinctions

### Récompenses
- Sci-Fi Universe Magazine 1995 : Prix du choix des lecteurs du meilleur réalisateur pour Danny Cannon
- The Stinkers Bad Movie Awards 1995 : Pire acteur pour Sylvester Stallone

### Nominations
- Academy of Science Fiction, Fantasy and Horror Films - Saturn Awards 1996 :
  - Meilleur film de science-fiction
  - Meilleurs costumes pour Gianni Versace et Emma Porteous
  - Meilleur maquillage pour Nick Dudman et Chris Cunningham
  - Meilleurs effets spéciaux pour Joel Hynek
- Razzie Awards 1996 : Pire acteur pour Sylvester Stallone

## Éditions en vidéo
- En France, le film Judge Dredd est sorti en DVD édition spéciale le 2 juillet 1999[18].
- Par la suite, le film est ressorti en :
  - DVD édition premium le 7 mars 2002[19] et le 3 novembre 2004[20],
  - UMD le 10 septembre 2005[21],
  - DVD édition premium le 11 octobre 2007[22] et le 17 février 2009[23],
  - Blu-ray le 8 juin 2011[24]
  - VOD le 1er janvier 2015[7].
- Au Québec, le film est sorti en DVD / Blu-ray le 18 août 1998[1].

## Différences avec lecomic book
Certains éléments du film ont été changés par rapport au comic book original Judge Dredd :
- dans les comics, le lecteur ne voit jamais le visage du Judge Dredd, contrairement au film. En effet, le juge Joseph Dredd garde tout le temps son casque sur la tête et, quand il l'enlève, on le voit soit de dos, soit avec un visage masqué par la censure pour éviter de montrer son visage ;
- dans les comics, Rico et Dredd savent qu'ils sont frères et des clones également, contrairement au film ;
- dans les comics, Rico était un meilleur Juge que son frère Joseph : meilleur tireur, meilleur athlète, meilleur juge, premier de sa promotion à l'académie des Juges, son frère Joseph étant second. Joseph l'admirait mais, avec le temps, Rico prit le chemin du crime ;
- dans les comics, Rico a bien été arrêté par Joseph Dredd pour meurtres, racket, etc., mais fut condamné à 20 ans de prison sur la planète Pluton au lieu d'une peine de prison à vie sur Terre à Aspen dans le film ;
- dans les comics, Rico n'a jamais pris le pouvoir à Mega-City One (en), contrairement au film. Il voulait seulement se venger de son frère Joseph Dredd, et fut tué par celui-ci dans un duel ;
- dans les comics, le gang des Anges a bien été anéanti par Dredd comme dans le film, mais c'était dans l'espace et sur une autre planète.